# سيسيل ماميت
سيسيل ماميت (بالإنجليزية: Cecil Mamiit) مواليد 27 يونيو 1976 في لوس أنجلوس، هو لاعب كرة مضرب أمريكي بدأ مسيرته كمحترف سنة 1996 يلعب باليد اليمنى ويحتل حالياً المرتبة رقم. 1565 (ديسمبر 3, 2012) في تصنيف رابطة محترفي كرة المضرب. أعلى تصنيف له في الفردي كان المركز الـ 72 في سنة 1999.

## روابط خارجية
- سيسيل ماميت على موقع رابطة محترفي التنس (الإنجليزية)
- سيسيل ماميت على موقع الاتحاد الدولي لكرة المضرب (الإنجليزية)
- سيسيل ماميت على موقع كأس ديفيز (الإنجليزية)
- سيسيل ماميت على موقع خلاصة التنس.كوم (الإنجليزية)
- سيسيل ماميت على موقع إي إس بي إن.كوم (الإنجليزية)